# NGC 4618
NGC 4618 est une petite galaxie spirale barrée de type magellanique relativement rapprochée et située dans la constellation des Chiens de chasse. NGC 4618 a été découverte par l'astronome germano-britannique William Herschel en 1787. Cette galaxie a aussi été observée par l'astronome allemand Max Wolf  le 21 mars 1903 et elle a été inscrite à l'Index Catalogue sous la cote IC 3667.
Sa vitesse par rapport au fond diffus cosmologique est de 771 ± 16 km/s, ce qui correspond à une distance de Hubble de 11,37 ± 0,83 Mpc (∼37,1 millions d'al).
La classe de luminosité de NGC 4618 est V et elle présente une large raie HI. Elle renferme également des régions d'hydrogène ionisé.

## Morphologie

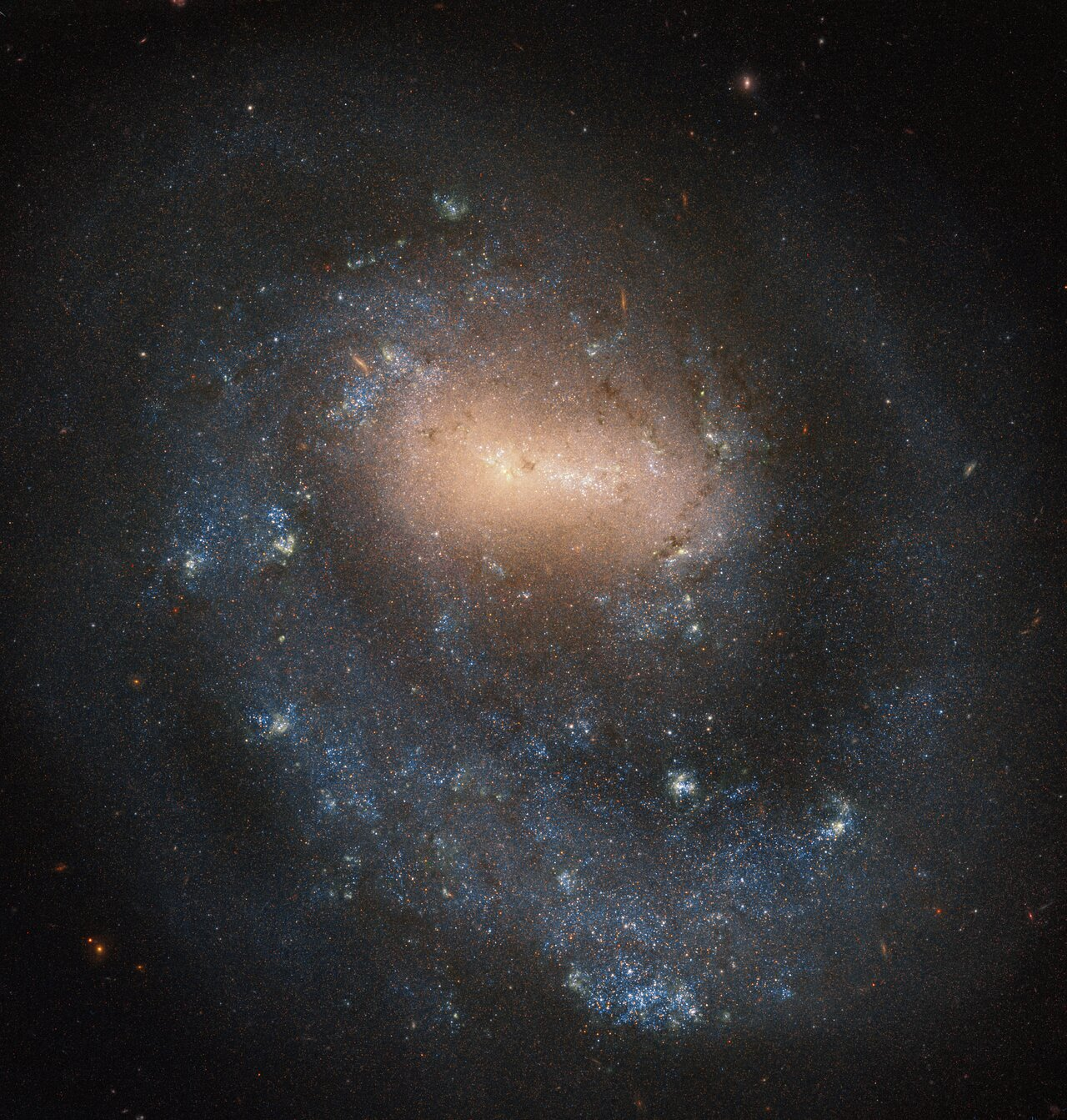
La galaxie spirale NGC 4618 à un seul bras par le télescope spatial Hubble.

NGC 4618 a été utilisée par Gérard de Vaucouleurs comme une galaxie de type morphologique (R′)SB(rs)m dans son atlas des galaxies,.
Eskridge, Frogel et Pogge ont publié un article en 2002 décrivant la morphologie de 205 galaxies spirales ou lenticulaires rapprochées. Les observations ont été réalisées dans la bande H de l'infrarouge et dans la bande B (le bleu). Selon Eskridge et ses collègues, NGC 4618 est de type SBdm dans la bande B et SBm dans la bande H. La galaxie NGC 4618 n'a pas de bulbe et son noyau est encastré dans une barre diffuse. Cette barre n'est pas centrée sur le noyau, mais se prolonge plus loin vers de sud-ouest que vers le nord-est. Un seul bras spiral émanant de l'extrémité nord-est de la barre se prolonge pendant au moins 300° avant de s'estomper. Les nœuds proéminents de formation d’étoiles se situent tous dans les premiers ~120 degrés. Au-delà, le bras devient lisse et très diffus.

## Distance de NGC 4618
La vitesse radiale de 544 km/s de cette galaxie est faible et on ne peut employer la loi de Hubble-Lemaître pour déterminer sa distance. Seulement trois mesures non basées sur le décalage vers le rouge (redshift) ont été effectuées à ce jour. La distance moyenne de ces mesures est égale à 7,243 ± 0,697 Mpc (∼23,6 millions d'al).

## Supernova
La supernova SN 1985F a été découverte dans NGC 4618 le 28 février par A. V. Filippenko de l'université de Californie à Berkeley et par W. L. W. Sargent de la California Institute of Technology. Cette supernova était de type Ib.

## Interaction avec NGC 4625?

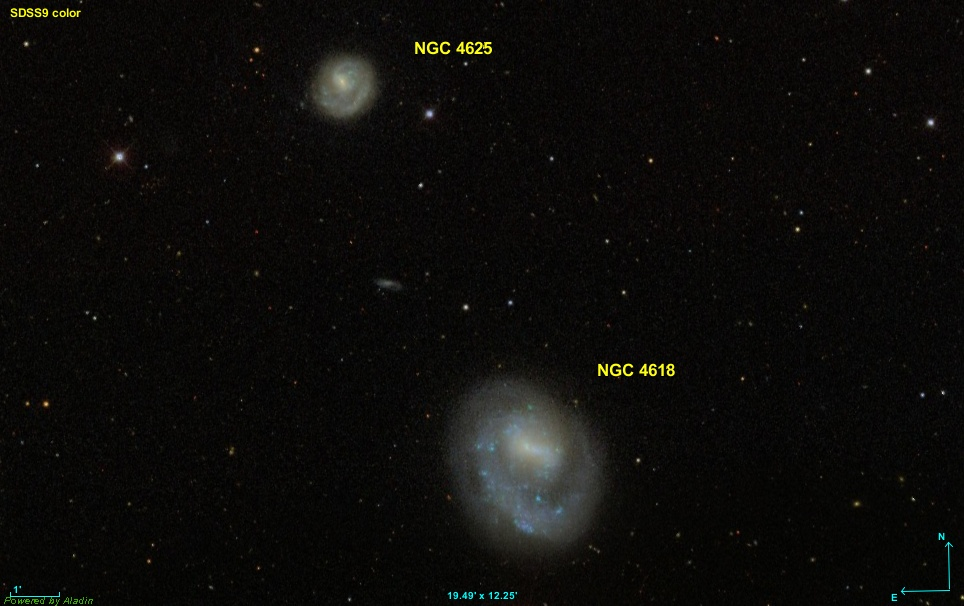
La paire de galaxies NGC 4618 et NGC 4625

Contrairement à la majorité des galaxies spirales, NGC 4618 n'a qu'un bras. Elle présente aussi une forme asymétrique. Elle apparait dans l'atlas des galaxies particulières de Halton Arp sous la cote Arp 23 comme un exemple de galaxie rapprochée n'ayant qu'un bras spiral.
On a émis l'hypothèse que l'asymétrie de cette galaxie provient de l'interaction gravitationnelle avec la galaxie naine NGC 4625, ce qui est assez fréquent pour les galaxies en interaction. Mais, les observations montrent que seulement une faible portion de l'hydrogène neutre se retrouve à l'extérieur du disque optique de ces deux galaxies ce qui est semblable aux profils des galaxies non interactives. De plus, les courbes de rotation montent que les vitesses sont systématiquement plus élevées du côté en retrait des deux galaxies, mais l'effet n'est pas plus prononcé que dans les galaxies spirale non interactives.
Cependant, rares sont les galaxies qui n'ont qu'un seul bras et les astronomes se demandent pourquoi. Afin de répondre à cette question, ils ont regardé NGC 4625 dans divers domaines du spectre électromagnétique. Le premier indice a été étoffé par des observations dans l'ultraviolet. Dans ce domaine, le disque de la galaxie apparaît quatre fois plus grand que sur l'image prise dans le visible en 2017. Ceci nous indique qu'il existe un grand nombre d'étoiles jeunes et chaudes principalement visible dans l'ultraviolet qui se forment dans les régions extérieures de la galaxie. Ces étoiles ont environ un milliard d'années, soit dix fois plus jeunes que les étoiles visibles dans le disque. On a pensé que la formation de ces étoiles provenait de l'interaction avec la galaxie naine NGC 4618 située à proximité sur la sphère céleste. Les astronomes ont émis l'hypothèse que dans le passé, NGC 4618 a fait disparaitre tous les bras de NGC 4625 sauf un. En 2004, des astronomes ont montré que les gaz en périphérie de NGC 4618 ont été fortement affecté par NGC 4625.
Ces observations laissent croire que ces deux galaxies ne forment probablement pas une paire en interaction actuellement, mais qu'il y aurait pu avoir une rencontre rapprochée dans le passé. Les mesures non basées sur le décalage donnent une distance de 10,000 ± 2,546 Mpc (∼32,6 millions d'al) pour NGC 4625, soit à presque 10 millions d'années-lumière au-delà de NGC 4618.

## Groupe de M106 et de M101
Selon A.M. Garcia, la galaxie NGC 4618 fait partie d'un groupe de galaxies qui compte au moins 24 membres, le groupe de M106 (désigné comme NGC 4258 dans l'article de A.M. Garcia). Les autres membres du New General Catalogue de ce groupe sont NGC 4144, NGC 4242, NGC 4248, NGC 4258, NGC 4449, NGC 4460, NGC 4485, NGC 4490, NGC 4625 et NGC 4736. La galaxie IC 3687 ainsi que 12 galaxies du Uppsala General Catalogue (UGC) complètent le groupe.
D'autre part, dans un article publié en 1998, Abraham Mahtessian indique que NGC 4618 fait partie d'un groupe plus vaste qui compte plus de 80 galaxies, le groupe de M101. Plusieurs galaxies de la liste de Mahtessian se retrouvent également dans d'autres groupes décrits par A.M. Garcia, soit le groupe de NGC 3631, le groupe de NGC 3898, le groupe de M109 (NGC 3992), le groupe de NGC 4051, le groupe de M106 (NGC 4258) et le groupe de NGC 5457.
Plusieurs galaxies des six groupes de Garcia ne figurent pas dans la liste du groupe de M101 de Mahtessian. Il y a plus de 120 galaxies différentes dans les listes des deux auteurs. Puisque la frontière entre un amas galactique et un groupe de galaxie n'est pas clairement définie (on parle de 100 galaxies et moins pour un groupe), on pourrait qualifier le groupe de M101 d'amas galactique contenant plusieurs groupes de galaxies.
Les groupes de M101 et de M106 dont partie de l'amas de la Grande Ourse, l'un des amas galactiques du superamas de la Vierge.